# Préseau

Préseau este o comună în departamentul Nord, Franța. În 1 ianuarie 2022 avea o populație de 2.083 de locuitori.